# أوراق العشاق الملونة (رواية)
أوراق العشاق الملونة (بالإنجليزية: Pied Piper of Lovers) هي رواية للكاتب البريطاني لورانس داريل، نشرت عام 1935، عن دار نشر كاسيل في المملكة المتحدة.